# Paul Toussaint
Paul Toussaint (Elsene, 27 november 1921 - februari 2018) was een Belgisch hockeyer.

## Levensloop
Toussaint begon zijn hockeycarrière bij Royal Daring HC. Na de Tweede Wereldoorlog maakte hij de overstap naar Royal Léopold HC, waarmee hij drie landstitels behaalde.
Daarnaast maakte hij deel uit van het Belgisch hockeyteam. Met de nationale ploeg nam hij onder meer deel aan de Olympische Zomerspelen van 1952. Vier jaar eerder - in 1948 - was hij reservespeler.
Zijn zoon Jean en kleinkinderen Jérôme en John waren eveneens actief in het hockey. Zijn zoon Philippe en dochters Marie-Anne en Pauline behaalden successen in de golfsport.